# Detachement Brandenstein
Das Detachement Brandenstein (auch als Landungsabteilung Brandenstein bezeichnet) war ein militärischer Verband, der im Rahmen der deutschen Finnland-Intervention des Frühjahres 1918 vom Oberbefehlshaber Ost aufgestellt wurde. Der Verband unterstand dem Befehl von Oberst Otto von Brandenstein.

## Finnland-Expedition 1918

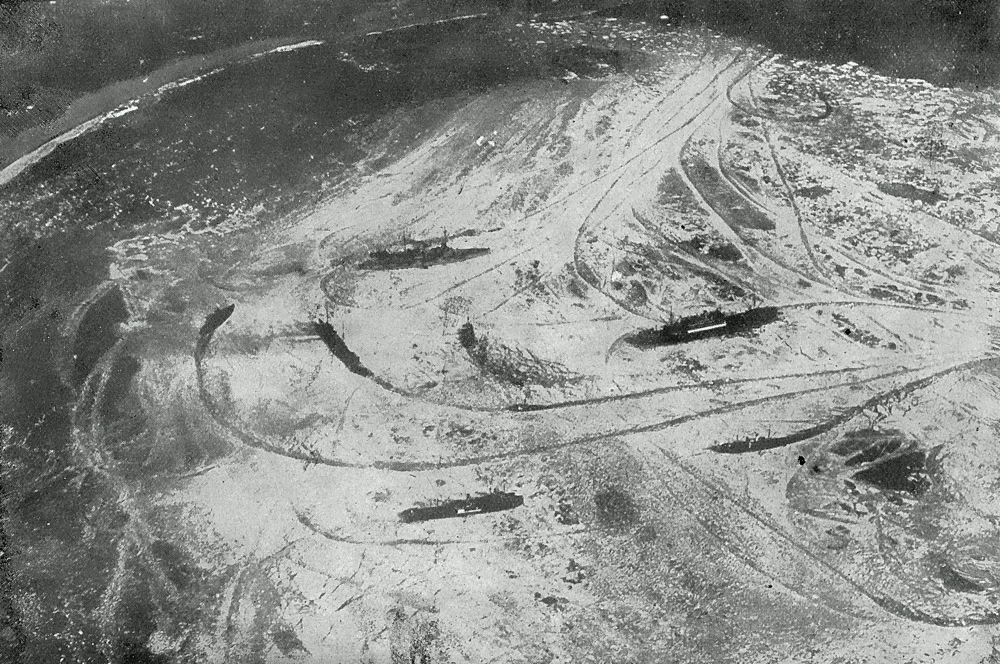
Landungsoperation, Flottenverband vor Hangö.

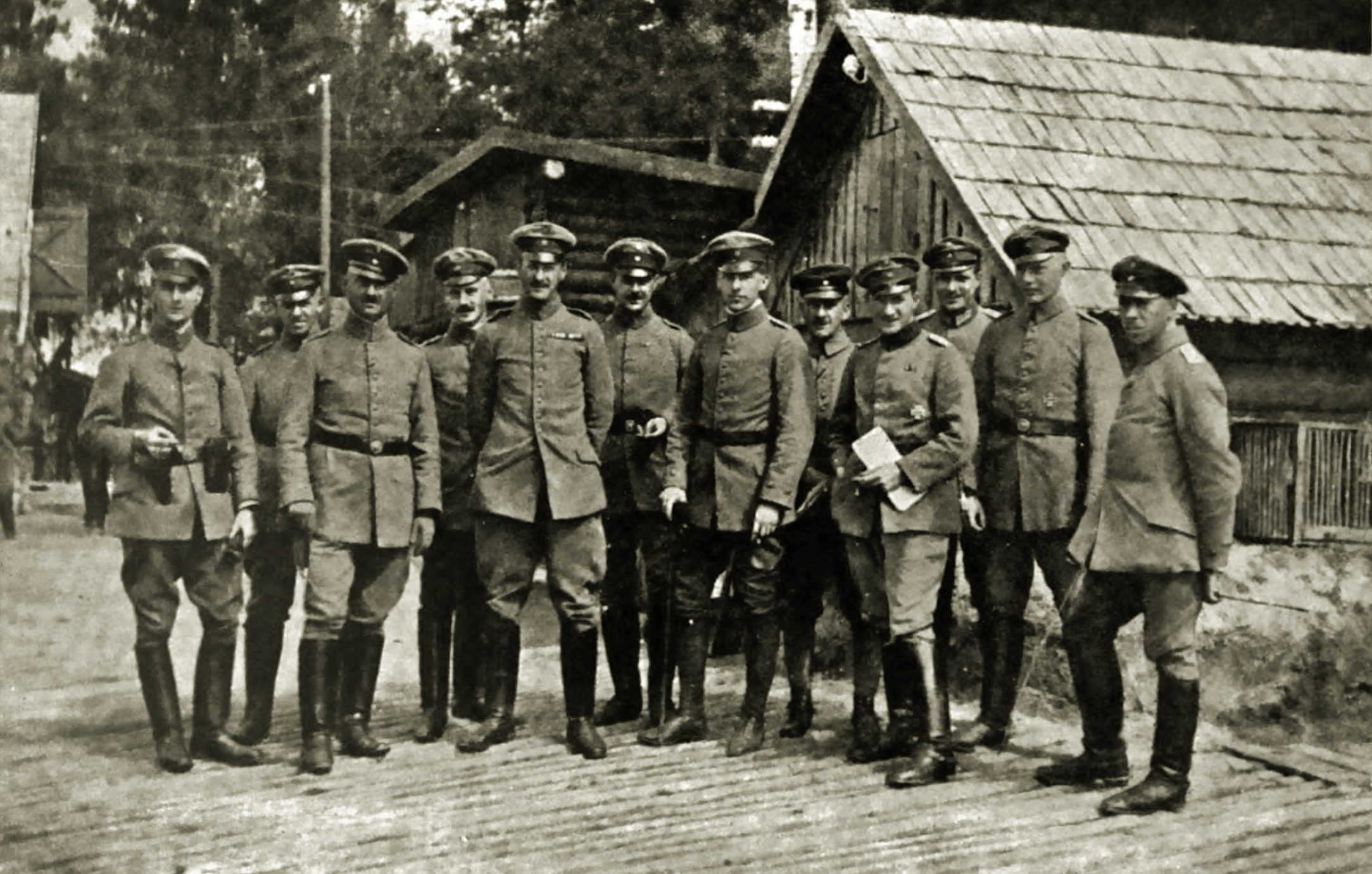
Offizierskorps des „Jäger-Bataillons Nr. 27“ in Libau.

Finnland erklärte am 6. Dezember 1917 seine Selbständigkeit, inmitten einer Zeit des Krieges und des politischen Aufruhrs in Europa.
Die revolutionäre Stimmung in Europa, ausgelöst durch die russische Revolutionsbewegung, griff schließlich auch auf Finnland über, woraufhin am 27. Januar 1918  gewalttätige Unruhen ausbrachen. Am Folgetag gab das Exekutivkomitee der Sozialdemokraten die Bildung einer revolutionären Regierung – des Soumen Kansanvaltuuskunta – unter Kullervo Manner bekannt. Der militärische Arm des Volkskommissariats, die als Rote Garde bezeichnete Truppe, konnte rasch militärische Erfolge vorweisen, auch weil die Rote Garde von revolutionären Kräften Russlands unterstützt wurde. Jedoch setzten sich weiße Schutzkorps und Teile der Bevölkerung Finnlands unter Führung des ehemaligen russischen Generals von Mannerheim zur Wehr, die aber nicht über die erforderlichen militärischen Kräfte verfügten, um entscheidend gegen die Aufständischen vorzugehen, zumal das reguläre finnische Militär 1901 aufgelöst worden war und der Aufbau des neuen Militärs noch weitere Zeit benötigte. Anfang April 1918 umfassten Mannerheims Streitkräfte 11.000 Mann, demgegenüber standen die 50–60.000 Mann der roten West- und Ostarmee. Die seit Ende 1917 vorgenommenen deutschen Waffenlieferungen – als alleinige Hilfsmaßnahme – sollten somit nicht ausreichend sein. Daher wurde am 14. Februar seitens des finnischen Vertreters Hjelt in Berlin die Militärhilfe des deutschen Kaiserreiches erbeten. Für die Stellung des Hilfegesuches zeigte sich jedoch Erich Ludendorff verantwortlich. Am 21. Februar wurde dem finnischen Gesandten im Großen Hauptquartier in Kreuznach die Zusage der Entsendung des deutschen Hilfskorps übermittelt.
So wurden auch die finnischen Jäger des am 13. Februar 1918 formal aufgelösten Königlich-Preußischen Jäger-Bataillons Nr. 27 unter Befehl von Hauptmann Eduard Ausfeld auf Anforderung der finnischen Regierung entsandt. Am 25. Februar 1918 erreichten der Großteil des ungefähr. 2000 Mann starken Bataillons die Stadt Vaasa. Die ehemaligen Angehörigen des Königlich-Preußischen Jäger-Bataillons Nr. 27 kämpften aufseiten der Weißen Armee und bildeten später den Stamm des finnischen Militärs.
Am 22. Februar 1918 hatte sich aus dem Stab der 12. Landwehr-Division der Stab der Ostsee-Division gebildet. Es folgte die Aufstellung der Ostsee-Division in Danzig und der Landungsabteilung Brandenstein in Reval, hierzu wurden ausschließlich Verbände der Ostfront verwendet. Anfang März waren die ersten Einheiten einsatzbereit.
Das Jäger-Bataillon Nr. 14 besetzte als Teil der Ostsee-Division am 5. März die Alandinseln, um hier folgend einen Etappenstützpunkt zu errichten. Schweden hatte zwar kurze Zeit vorher ebenfalls Besatzungstruppen auf die Alandinseln entsandt, jedoch konnten auf dem Verhandlungswege Konfliktsituationen vermieden werden. Die Besetzung der Inseln wurde allerdings seitens der Ostsee-Division bald aufgegeben, da keine strategische Notwendigkeit mehr vorlag. Das Jäger-Bataillon Nr. 14 wurde dann im Anschluss auf dem Seeweg nach Ekenäs transportiert.
Der Großteil der Division konnte schließlich am 3. April im eisfreien Hafen von Hangö anlanden. Die Küstenbatterie auf Russarö und ihre russische Besatzung hatten sich zuvor für neutral erklärt, allerdings erst nach dem kurzzeitigen Beschuss durch das Linienschiff Westfalen. Die 23,4-cm-Geschütze der Küstenbatterie und die Signalstation der Insel wurden nachfolgend von deutschen Truppen besetzt. Dieser Umstand ermöglichte die gefahrlose Anlandung der 19 deutschen Truppentransporter.

## Einsatzgeschichte

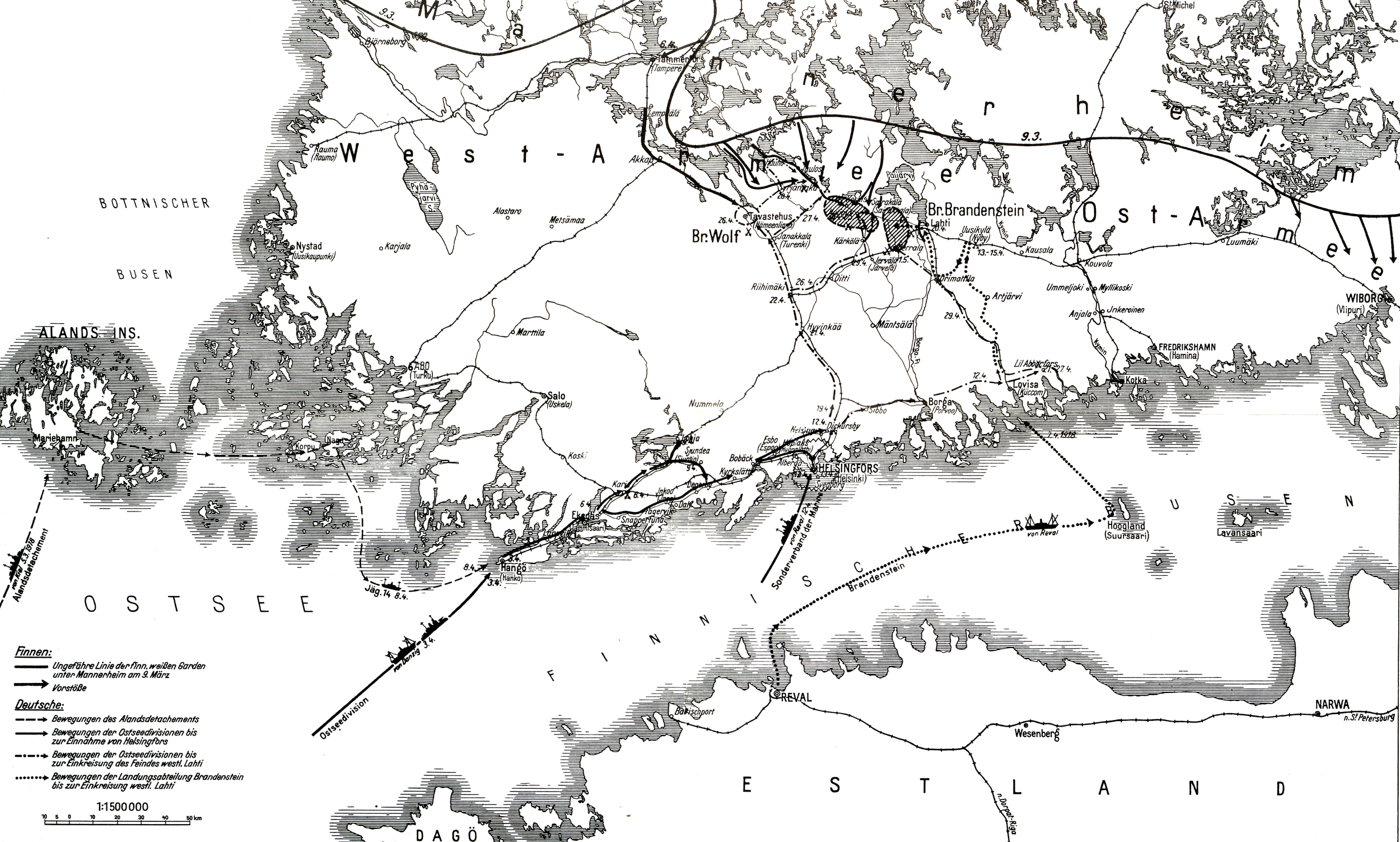
Finnland-Expedition 1918.

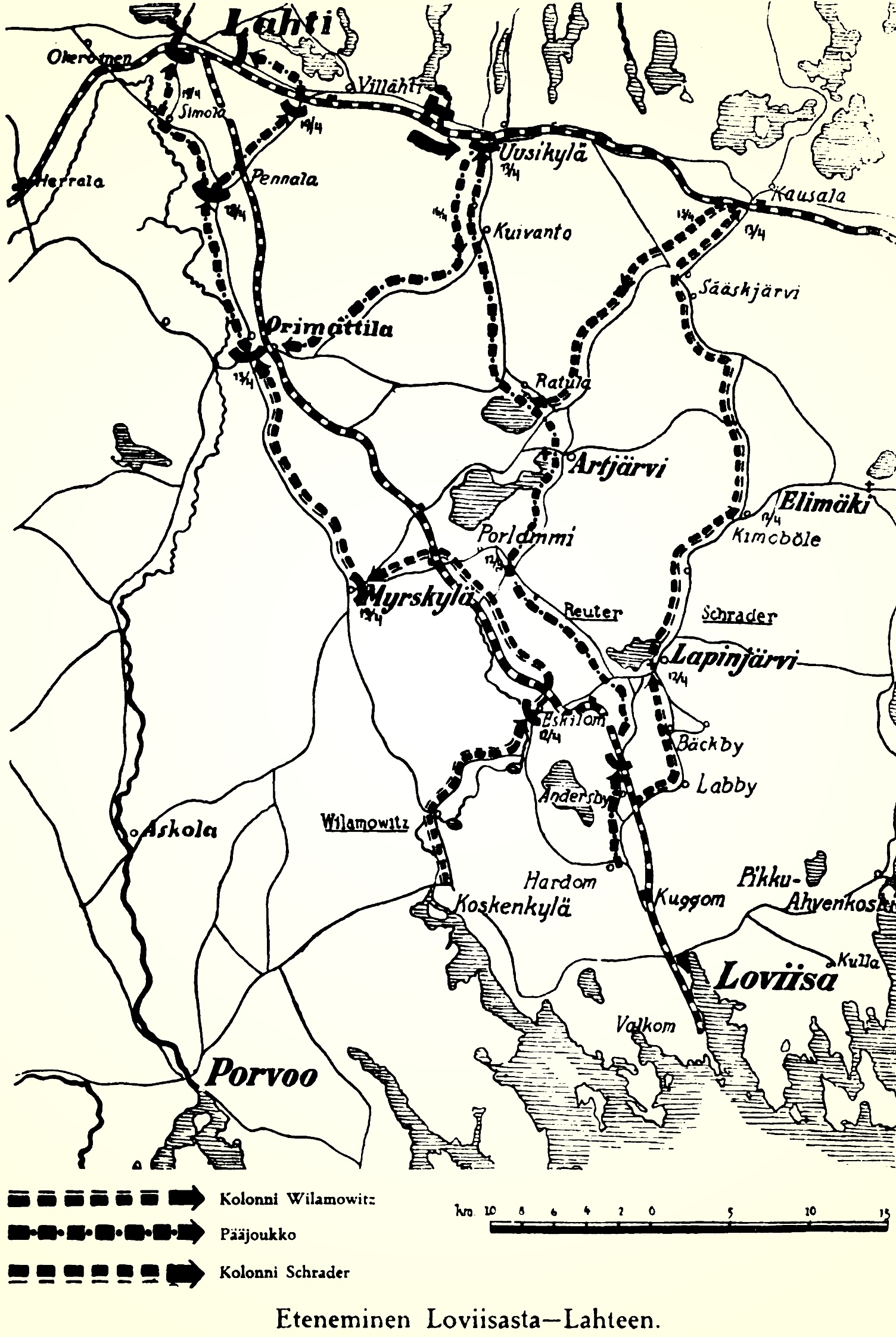
Vormarsch
der Landungsabteilung Brandenstein

Nach dem Einschiffen des ungefähr 3000 Mann starken Detachements Brandenstein in Reval folgte die Überfahrt und die Anlandung am 7. April 1918 bei Loviisa. Die durch widrige Wetterumstände und schwierige Eisverhältnisse erheblich erschwert wurde.
Das Detachement Brandenstein operierte anfangs selbständig, dann im Zusammenwirken mit der Ostsee-Division unter dem Befehl von Generalmajor Graf von der Goltz. Die Hauptaufgabe des Detachements bestand in der Unterbrechung der Verkehrswege von und nach St. Petersburg, da auf diesem Wege die militärischen Verbände der „Roten Garde“ mit Waffen versorgt wurden. Auch die Unterbrechung der Telefonverbindungen war Teil des Auftrages.
Ohne direkte Verbindung zur Ostsee-Division gelang es dem Detachement bis zu 60 Kilometer ins Landesinnere vorzudringen, wobei die rechte Flanke – vom Kymi-Abschnitt her – einer ständigen Bedrohung ausgesetzt war. Beim Vormarsch über Lapinjärvi und Artjärvi kam es vereinzelt zu Gefechten. Am 13. April konnte schließlich die Bahnstrecke Wiborg–Lahti unterbrochen werden. Auch der Bahnhof Uusikylä östlich Lahti wurde eingenommen. Uusikylä musste jedoch nach zweitägigen schweren Gefechten am 15. April wieder aufgeben werden.
Die dringend notwendige Kontaktaufnahme per Funk mit der Ostsee-Division gelang erst am 17. April.
Am 18. April konnte das Detachement Lahti besetzen. Der Ort musste jedoch in den folgenden zwei Wochen gegen fortdauernde Angriffe der Roten Garde verteidigt werden. In der Nähe von Heinola – nördlich Lahti – gelang es Oberst von Brandenstein am 20. April Verbindung mit dem finnischen Freiwilligen-Bataillon Kalm aufzunehmen, womit auch die direkte Verbindung zum Mannerheim-Hauptquartier in Mikkeli hergestellt war.
Anschließend wurde dem Detachement Verstärkung zugeführt, darunter die Aufklärungsabteilung Hamilton mit ihrem Auto-Kanonenzug und das finnische Freiwilligen-Bataillon Thesleff.
Die andauernden Angriffe der Roten Garde, westlich von Lahti, konnten nur mit energischer Abwehr abgewiesen werden. Oberst von Brandenstein ging trotz dieses Umstandes am 29. April in zwei Kolonnen – mit Teilen nördlich um den Päijärvi-See – zum Angriff über. Das Ziel des Vorgehens war die rechte Flanke der bei Lahti angreifenden Roten Garde. Während die Verbände der Ostsee-Division durch gleichzeitiges offensives Vorgehen von Nordosten, Osten und Süden den Feind in den Kessel drücken sollten. Das gemeinsame Handeln unter Führung von Generalmajor Graf von der Goltz führte schließlich zum Erfolg. In der Zeit vom 30. April bis 2. Mai gelang es der Ostsee-Division und dem Detachement Brandenstein die Westarmee der Roten Garde einzukesseln und diese zur Aufgabe zu zwingen.
Der deutsche Truppenverband erlitt während der knapp vierwöchigen Kampfhandlungen zahlreiche Verluste.
Am 28. April errang Mannerheim bei Wiborg einen entscheidenden Sieg, mit dem der militärische Konflikt in Finnland endete. Im Nachgang der militärischen Auseinandersetzung kam es zu zahlreichen Racheaktionen gegenüber dem Besiegten und vermeintlich bolschewistischen Sympathisanten.

### Verbleib
Das Detachement Brandenstein verblieb bis Ende Mai als Besatzungstruppe in Finnland und wurde im Anschluss wieder nach Reval abtransportiert. Oberst Otto Freiherr von Brandenstein wurde am 18. Oktober 1918 zum Generalmajor befördert. Ende Februar 1919 schied er aus dem aktiven Dienst.
Die verbliebenen Verbände der Ostsee-Division versahen weiter ihren Dienst als Besatzungstruppe und blieben vorerst auf Bitte der finnischen Regierung im Land.  Später beteiligten sich die deutschen Truppen auch an der Aufstellung und Ausbildung der finnischen Militärverbände. Ende August wurden die drei Jäger-Bataillone der Division wieder nach Deutschland verlegt.
Am 13. September 1918 erhielt der Stab der Ostsee-Division die Bezeichnung Deutscher General in Finnland und unterstand direkt der Obersten Heeresleitung.
Der Befehlshaber und die restlichen Truppen verließen Finnland am 16. Dezember 1918. Die Verbände wurden auf dem Seeweg nach Stettin verbracht.

## Gliederung und Stellenbesetzung

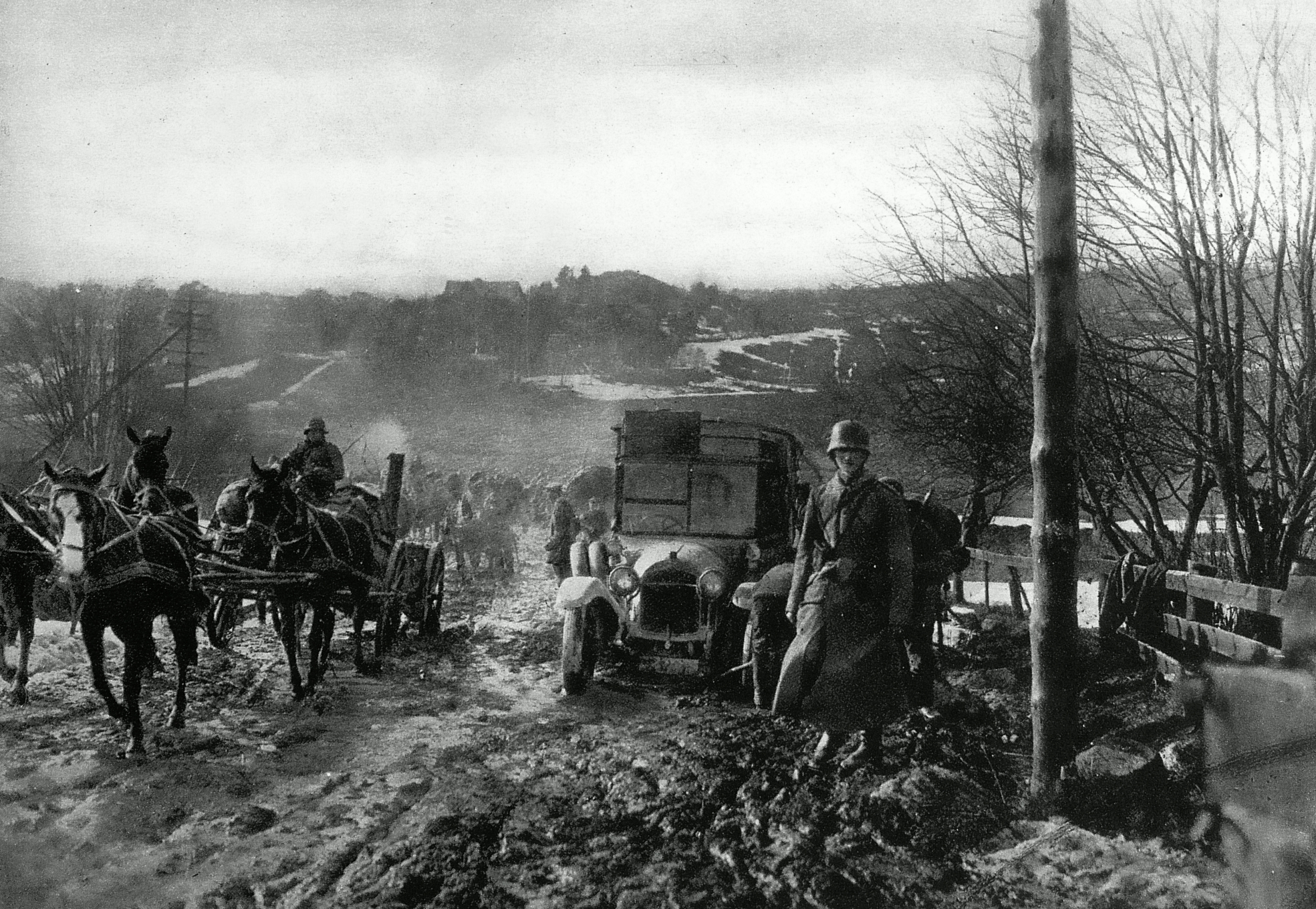
Finnland, auf dem Vormarsch von Hangö nach Helsinki.

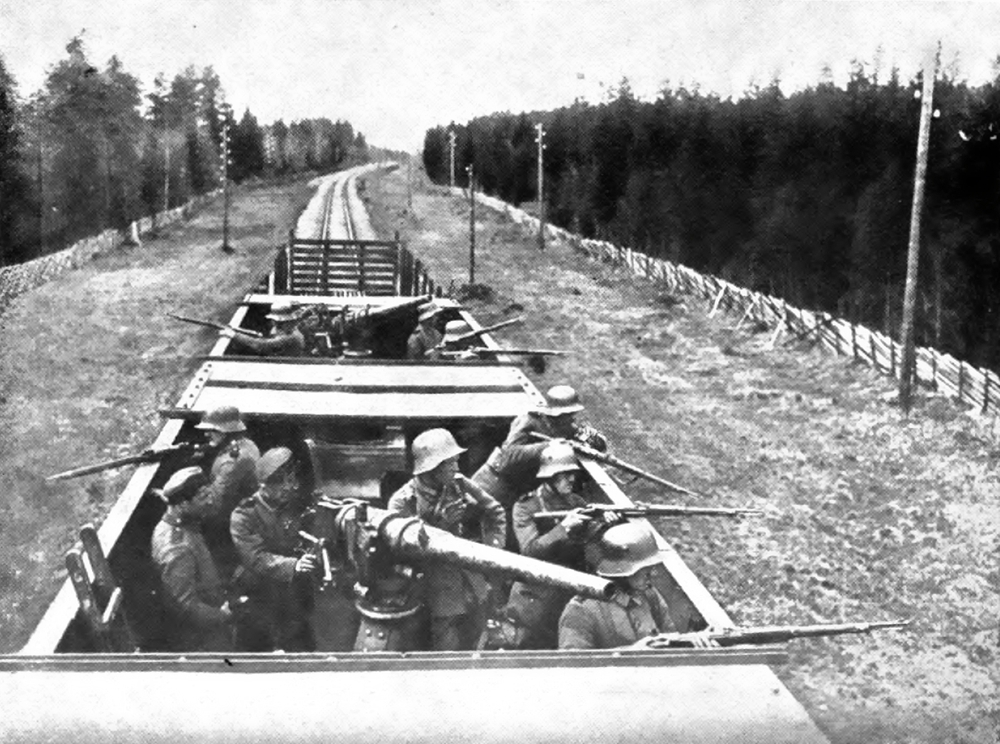
Deutscher Panzerzug bei Lahti, Ende April 1918, die eingebauten Geschütze stammten von der „Aufklärungsabteilung Hamilton“ bzw. ihrem Autokanonenzug.

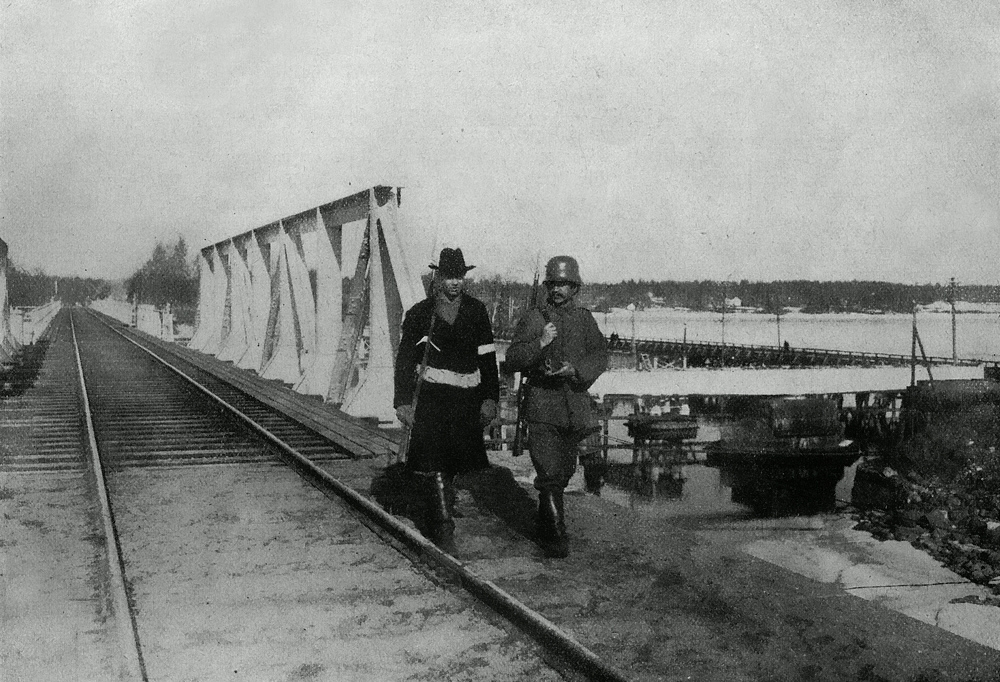
Bahnschutz in Finnland 1918.

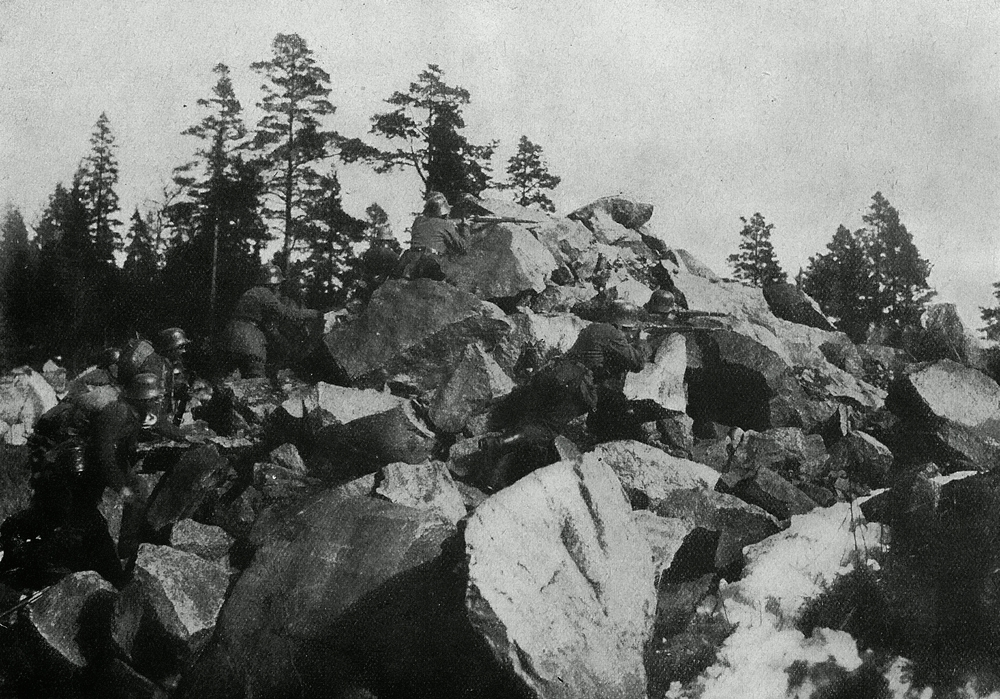
Vormarschgefechte im April 1918.

### Detachement Brandenstein
(Stand: 7. April 1918)
- Stab 3. Garde-Kavallerie-Brigade  (Oberst Otto Freiherr von Brandenstein)
  - Reserve-Infanterie-Regiment Nr. 255 (Oberstleutnant von Luck)
    - I. Bataillon (Hauptmann d. L. Reuter, gefallen am 1. Mai 1918 bei Lahti)
      - 1. Kompanie (Leutnant d. R. Bleckmann)
      - 2. Kompanie (Leutnant d. R. Fischmann)
      - 3. Kompanie (Leutnant d. R. Volkening)
      - 4. Kompanie  (Leutnant d. R. Idel)
      - 1. Maschinengewehr-Kompanie  (Leutnant d. R. Grotkus)

    - II. Bataillon (Hauptmann d. R. Carnuth)
      - 5. Kompanie  (Leutnant d. R. Nickel)
      - 6. Kompanie  (Leutnant d. R. Unverzagt)
      - 7. Kompanie  (Leutnant d. R. Sövern)
      - 8. Kompanie  (Leutnant d. R. Bruno Müller)
      - 2. Maschinengewehr-Kompanie (Leutnant d. L. Schimmel)

    - III. Bataillon  (Rittmeister Dulier)
      - 9. Kompanie  (Leutnant d. R. Feldmann)
      - 10. Kompanie  (Oberleutnant d. R. Michelmann)
      - 11. Kompanie (Leutnant d. R. Platte)
      - 12. Kompanie  (Leutnant d. R. Nübel)
      - 3. Maschinengewehr-Kompanie  (Leutnant d. R. Wildschütz)

  - Radfahrer-Bataillon Nr. 5 (Hauptmann von Wilamowitz-Moellendorff)
    - 54. Radfahrer-Kompanie (Leutnant Misgeld)

  - Großherzoglich Mecklenburgisches Jäger-Bataillon Nr. 14
    - 1. Radfahrer-Kompanie (Hauptmann Schrader, übernahm ab 1. Mai das Kommando vom I. Bataillon des „Reserve-Infanterie-Regiments Nr. 255“)

  - 2. Schlesisches Jäger-Bataillon Nr. 6
    - 1. Radfahrer-Kompanie (Leutnant d. R. Harbeck)
    - 2. Radfahrer-Kompanie

  - 2. Leib-Husaren-Regiment „Königin Viktoria von Preußen“ Nr. 2
    - (halbe) 4. Eskadron (Oberleutnant von Althen)

  - 8. Feldartillerie-Regiment
    - 6. Batterie (Hauptmann d. R. Köhler)
    - 7. Batterie (Hauptmann d. R. Rönnefahrt)

  - 331. (halbe) Sanitäts-Kompanie
  - 78. (halbe) Reserve-Kompanie
  - (halber) Fernsprecher-Zug
  - leichte Funkstation

### Minenwerfer-Offiziere
Das „Reserve-Infanterie-Regiment Nr. 255“ war mit leichten Minenwerfern ausgerüstet, jedoch wurden keine Minenwerfer-Kompanien gebildet. Die Minenwerfer und ihre Bedienungen wurden in die Infanterie-Kompanien eingegliedert und von den Minenwerfer-Offizieren der Bataillone kommandiert. Jedes Bataillon wurde mit vier Minenwerfern ausgerüstet.
- I. Bataillon
  - Minenwerfer-Offizier: Leutnant d. R. Wilhelm Elskamp (gefallen am 29. April 1918 bei Lahti)
- II. Bataillon
  - Minenwerfer-Offizier: Feldwebelleutnant d. L. Schleef
- III. Bataillon
  - Minenwerfer-Offizier: Feldwebelleutnant d. L. Göbel

## Sonstiges

### Bataillon Thesleff
Das Bataillon Thesleff war ein finnischer Freiwilligen-Verband, der sich nach der Anlandung der deutschen Interventionstruppen in Hangö formierte. Benannt war es nach dem finnischen, vormals russischen Generalleutnant Wilhelm Alexander Thesleff.
Die 400 finnischen Freiwilligen waren von Reval ausgehend nach Danzig verlegt worden, wo sie sich dem Landungsverband der Ostsee-Division anschlossen.  Das Bataillon wurde zeitweilig dem Detachement Brandenstein zugeteilt und war nachfolgend am Vorgehen gegen die rote Westarmee vom 30. April bis 2. Mai beteiligt.

### Brigade „von Brandenstein“
Ende 1918 übernahm Generalmajor v. Brandenstein das Kommando über die „Brigade z. b. V. 6“ (VI. Armee-Korps), die dann auch als Brigade „von Brandenstein“ bezeichnet wurde.

#### Gliederung
- Brigade z.b.V. 6
  - Ersatz-Infanterie-Regiment z. b. V. 3
  - Ersatz-Infanterie-Regiment z. b. V. 4
  - Ersatz-Kavallerie-Zug 6
  - Ersatz-Batterie 6
  - Freiwilligen-Infanterie-Regiment Nr. 395

### Denkmal Uusikylä
Am Bahnhof von Uusikylä erinnert eine Stele an die Gefechte vom 13. bis 15. April 1918, als Inschrift die Namen der zwölf Gefallenen des Reserve-Infanterie-Regiments Nr. 255 und des 5. Radfahrer-Bataillons.